# Romano Forleo
(Romano Forleo)
Romano Forleo (Bologna, 12 novembre 1933 – Roma, 1º agosto 2025) è stato un ginecologo, sessuologo, politico e scrittore italiano, che ha creato e diretto per venticinque anni la Divisione di Ostetricia e Ginecologia dell’Ospedale San Giovanni Calibita Fatebenefratelli di Roma. È stato tra i fondatori, nel 1978, e primo presidente della World Association for Sexology, oggi World Association for Sexual Health.

## Biografia

### Famiglia e formazione
Romano Cataldo Forleo nasce a Bologna il 12 novembre 1933. Trascorre l'infanzia e l'adolescenza a Pistoia dove si avvicina fin da giovane allo scautismo di cui diventerà un esponente di rilievo. Sposato con Giulia Pagliai dal 1959, ha due figli: Patrizia, ginecologa come il padre, e Pier Francesco, dirigente RAI.
È stato Responsabile Nazionale della Editoria Scout dell'Associazione Guide e Scouts Cattolici Italiani (AGESCI) e nel 1974 è stato tra i fondatori della rivista per Rover e Scolte Camminiamo Insieme assieme, tra gli altri, a Mino Damato, padre Federico Lombardi, Matilde Bernabei e Giovanni Minoli.

### Carriera medica e scientifica
Dopo la laurea con lode in Medicina e Chirurgia presso l'Università degli Studi di Firenze (1958), si specializza prima in Ostetricia e Ginecologia (1962) e poi in Endocrinologia e Malattie metaboliche (1964). Dopo alcuni anni dedicati alla ricerca e all'insegnamento a Firenze e all'estero, nel 1969 si trasferisce a Roma dove, fino al 1972, è Aiuto universitario della cattedra di Clinica Ostetrica e Ginecologica dell'Università La Sapienza presso il Policlinico Umberto I.

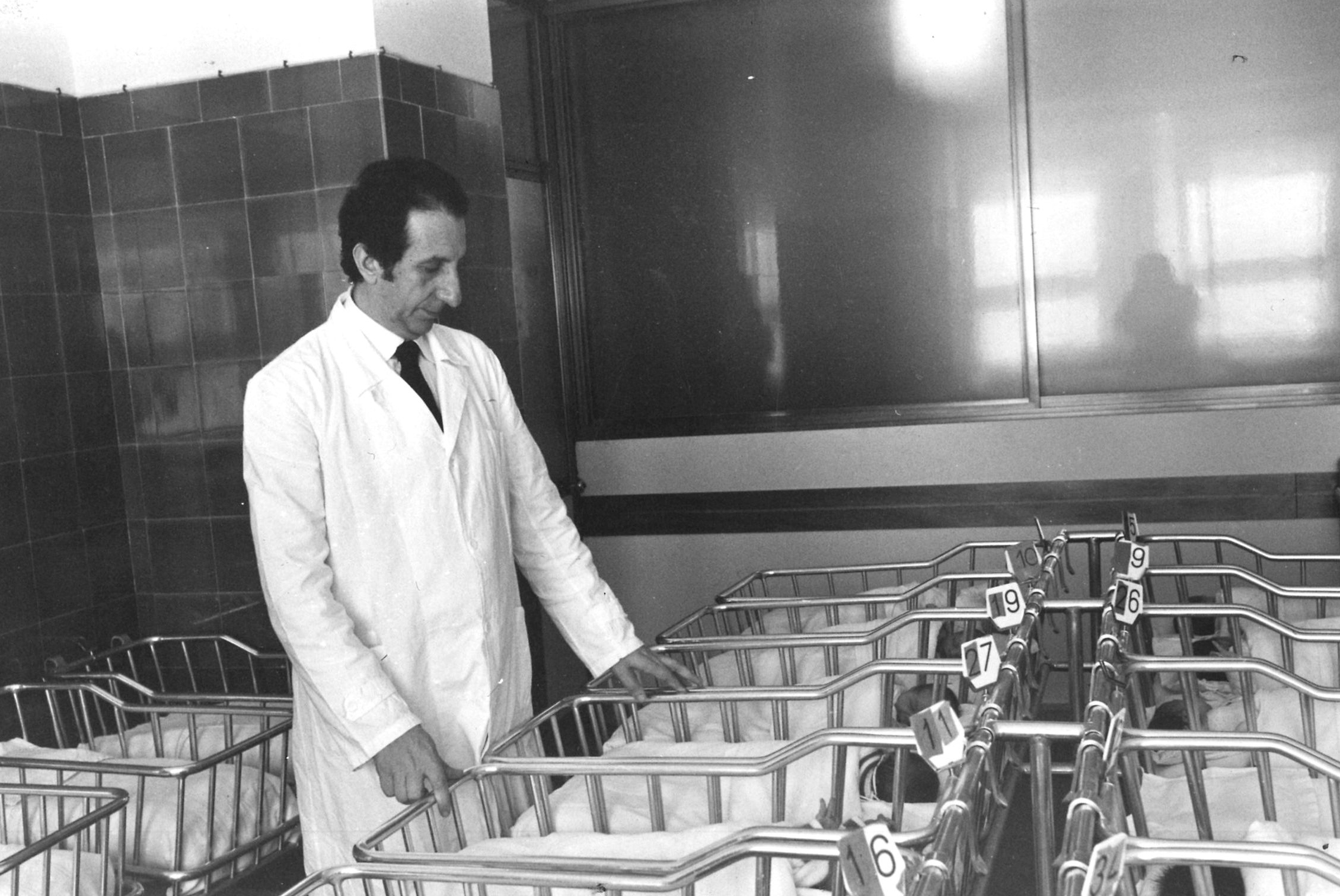
Forleo nel nuovo reparto di ostetricia del Fatebenefratelli (primi anni '70)

Nel 1972 i superiori dell'Ordine ospedaliero di San Giovanni di Dio, conosciuti popolarmente come Fatebenefratelli, gli chiedono di creare e dirigere una nuova Divisione di Ostetricia e Ginecologia presso il loro storico ospedale romano San Giovanni Calibita Fatebenefratelli. Nei venticinque anni della sua direzione (1972-1997), Forleo, oltre a far nascere quasi 75.000 bambini, fa diventare il Fatebeneftaelli un centro di riferimento, tra l'altro, per la patologia ostetrica, per i problemi legati alla menopausa e per la ginecologia dell'adolescenza.
Interessatosi fin da giovane ai temi della sessuologia, nel 1974 è consulente dell'Organizzazione mondiale della sanità riunita a Ginevra per la definizione di salute sessuale. Nel 1978, a Roma, è tra i fondatori della World Association for Sexology, in seguito World Association for Sexual Health, che rimane ad oggi la principale associazione scientifica del settore a livello internazionale.

### Impegno politico
Sostenuto da Mino Martinazzoli che cerca "un rilancio d'immagine", nell’ottobre 1992 succede all'ex sindaco di Roma, Pietro Giubilo, come segretario della Democrazia Cristiana romana.
È stato eletto senatore con la Democrazia Cristiana durante l’XI legislatura della Repubblica Italiana tra il 1993 e il 1994 e ha fatto parte dell’11ª Commissione permanente del Senato su “Lavoro e previdenza sociale”.

## Altri ambiti di attività

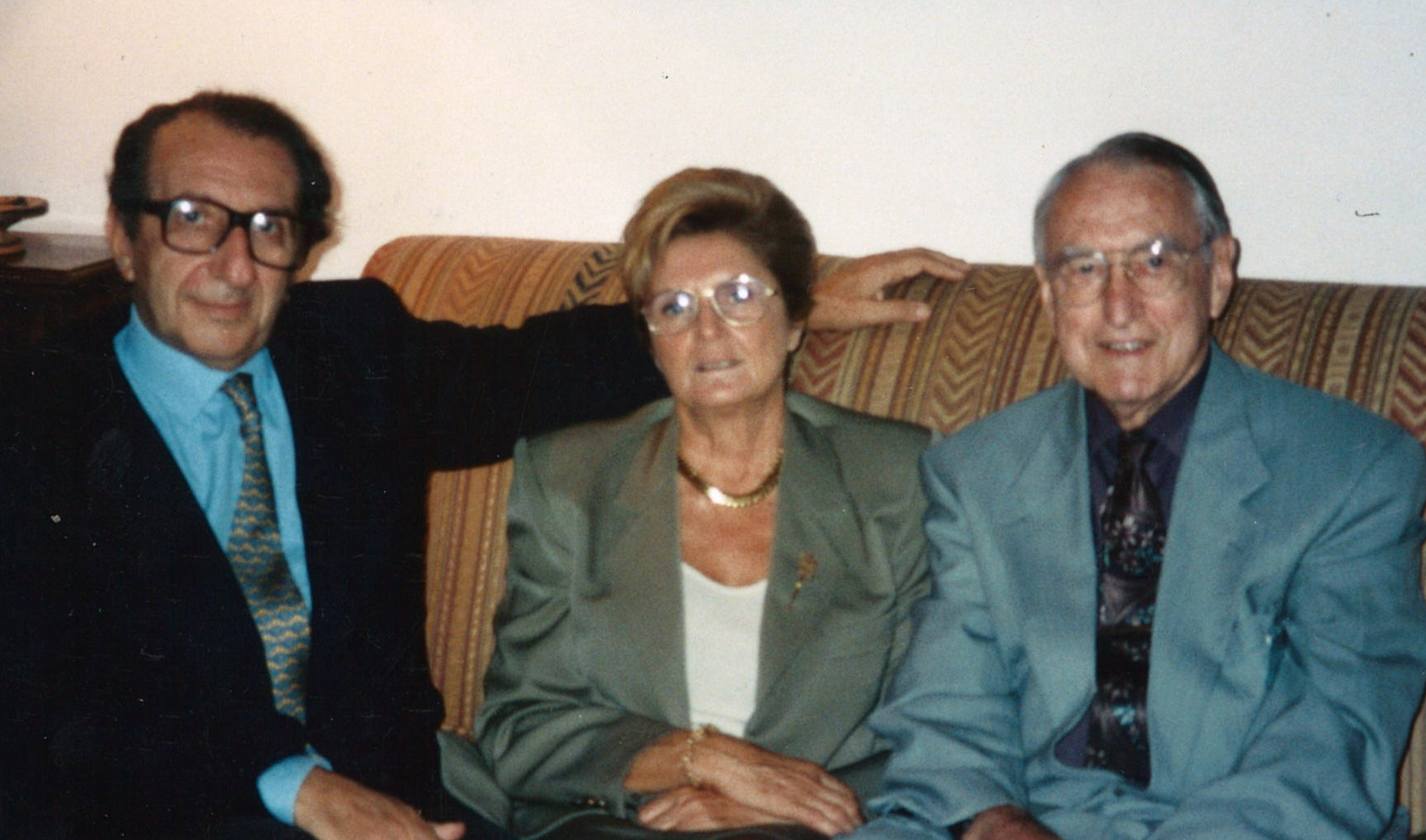
Forleo e la moglie Giulia, con il sessuologo neozelandese John Money nel 1996 a Roma

Attivo anche nei settori della Bioetica e della Storia della medicina, dal 1999 al 2013 ha fatto parte del Comitato nazionale per la bioetica. Dal 2010 al 2016 è stato il Delegato nazionale della Società Italiana di Storia della Medicina presso l'International Society for the History of Medicine.

## Alcune pubblicazioni
Autore o coautore di oltre 250 pubblicazioni scientifiche, nel corso degli anni si anche dedicato con successo alla divulgazione (spesso assieme alla moglie Giulia), alla saggistica storico-medica e alla narrativa.

### Principali pubblicazioni scientifiche
- Fisiologia Ginecologica (1970)
- Il parto oggi (con A. Molino) (1980)
- L’educazione sessuale - guida per insegnanti, medici e operatori di consultori (con B.Lombardi e P. Shiller) (1981)
- Fisiologia della Riproduzione femminile(con C. Sbiroli) (1982)
- Manuale di assistenza alla nascita, terzo volume (con F. Baiocco e M. Ferrarotti) (1985, 1987)
- L’infertilità femminile (con F. Cittadini, C. Flamigni e C. Sbiroli) (1986)

### Opere di divulgazione

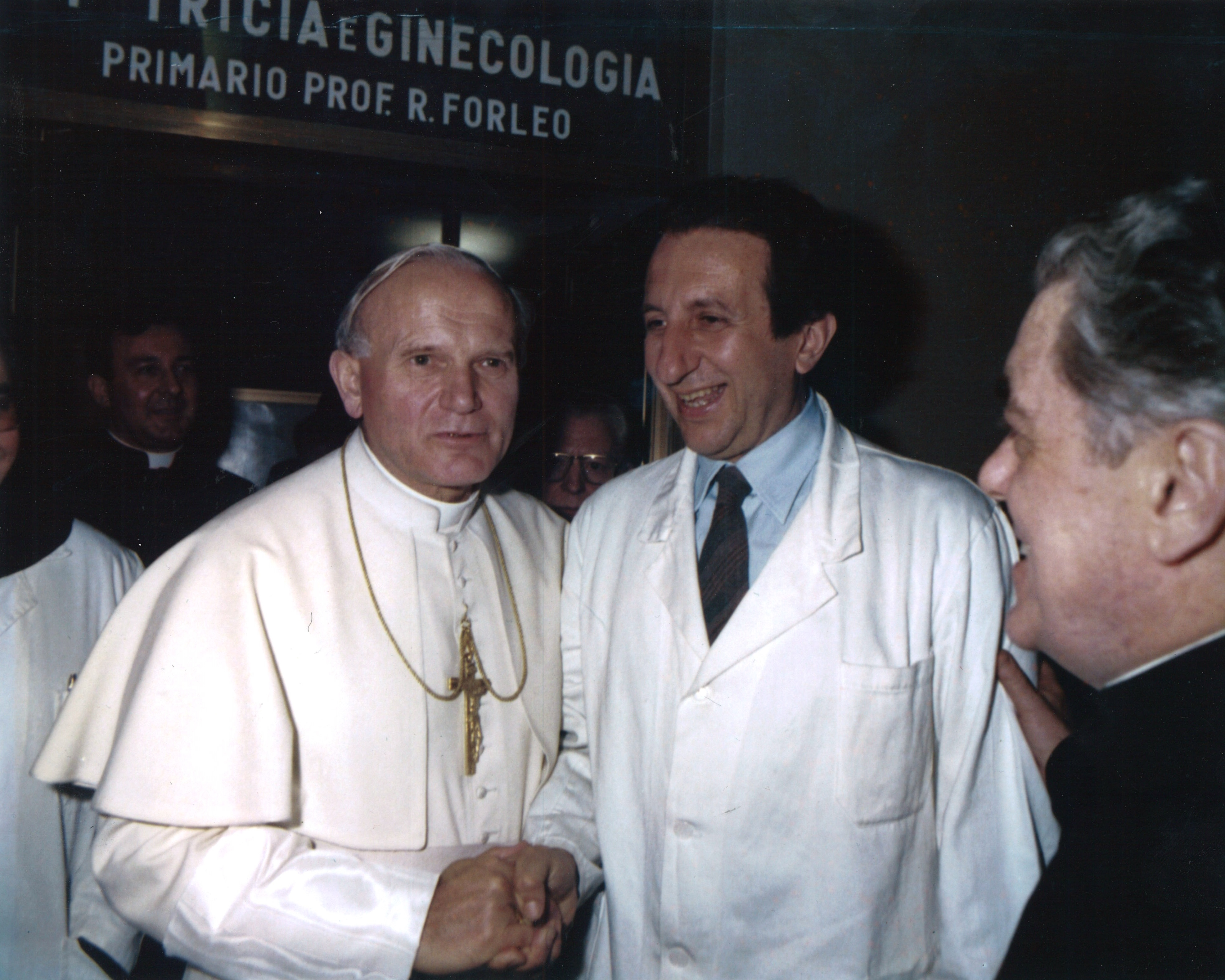
Papa Giovanni Paolo II visita il reparto del Fatebenefratelli sull'Isola Tiberina, diretto da Forleo

- L'educazione sessuale: come parlarne ai nostri figli (con Giulia Forleo) (1980)
- Figlio figlia: guida a una gravidanza e a un parto felice (con Giulia Forleo) (1983)
- Vivere bene la sessualità (con Giulia Forleo) (1987)
- Sapore di futuro tutto ciò che una ragazza deve sapere dai 14 ai 20 anni (con Patrizia Forleo) (1990)
- Nato per amore. Attesa, nascita, primi giorni del figlio (con Giulia Forleo e Isabelle Jeuge-Maynart) (1996)

### Storia della medicina
- Ginecologi di ieri (1986)
- L’isterectomia vaginale secondo Ingiulla (con Cirese e Segatore) (1992)
- Giacomo Casanova e le ostetriche: un capitolo di storia della medicina del Diciottesimo secolo (con F. Di Trocchio) (2000)
- Fondamenti di storia della ostetricia e ginecologia (con Patrizia Forleo) (2009)

### Romanzi
- L'altro amore (2004)
- L'uomo che curava le donne (romanzo storico su Sorano di Efeso) (2009)
- 2033. Nostalgia di domani (2014)